# Chiesa di Santa Chiara al Quirinale
La chiesa di Santa Chiara al Quirinale è un luogo di culto cattolico scomparso di Roma, nel rione Monti, in via del Quirinale all'incrocio con via della Consulta. Assieme alla chiesa di Santa Maria Maddalena al Quirinale, e con i rispettivi conventi, fu distrutta nel 1888 per l'edificazione di un giardino pubblico, in ricordo della visita a Roma dell'imperatore tedesco Guglielmo II.

## Storia e descrizione
Questa chiesa e monastero furono fondati dalla Compagnia del Santissimo Crocifisso in San Marcello verso l'anno 1571, che ricevette in dono l'area e il palazzo che ivi sorgeva da Giovanna d'Aragona Colonna, duchessa di Tagliacozzo: inizialmente la chiesa fu dedicata al Corpus Christi, ed in seguito fu dedicata al Santissimo Sacramento e a Santa Chiara. Sulla parete esterna della chiesa si conservava una pittura del Roncalli, detto il Pomarancio, che raffigurava l'Adorazione del Sacramento con i Santi Francesco d'Assisi e Chiara. Il monastero annesso era abitato dalle religiose cappuccine (chiamate popolarmente le Cappuccine di Monte Cavallo).
La chiesa aveva tre altari: i due altari laterali erano dedicati alla santissima Pietà e a san Francesco. Sotto l'altare maggiore erano custodite le reliquie dei martiri Fausto e Giusta. Dalla sagrestia si accedeva ad un piccolo cimitero sotterraneo, ove, fino al XVII secolo, venivano seppellite le religiose defunte dell'annesso monastero. Nel giardino del monastero erano disposte tre piccole edicole, ove erano dipinte le nove chiese di Roma, facenti parti di un percorso di pellegrinaggio, la cui visita permetteva di lucrare l'indulgenza.